# Коморско-швейцарские отношения
Коморско-швейцарские отношения — двусторонние дипломатические отношения между Коморами и Швейцарией. Отношения между странами были установлены 1 марта 1977 года.

## История отношений
Отношения между Швейцарией Коморамы были установлены 1 марта 1977 года, через два года после обретения независимости Коморами от Французской империи.
С 1977 по 2007 год за отношения с Коморскими островами отвечало посольство Швейцарии в Танзании. В 2007 был аккредитован посол Швейцарии в Антананариву, Мадагаскар.

## Торговля

### Экспорт Комор в Швейцарию
В 2021 году Коморы экспортировали в Швейцарию 697 тысяч долларов. Основные продукты экспорта в Швейцарию: эфирные масла (627 тысяч долларов), ваниль (37,9 тысяч долларов) и нетканая одежда для активного отдыха (6,2 тысячи долларов). За последние 26 лет экспорт Коморов в Швейцарию увеличился в годовом исчислении на 18,8%, с 7,84 тыс. долларов в 1995 году до 697 тыс. долларов в 2021 году.

### Экспорт Швейцарии на Коморы
В 2021 году Швейцария экспортировала на Коморы 257 тысяч долларов. Основные товары экспорта на Коморы: терапевтические приборы (108 тыс. долларов), автомобили специального назначения (44,6 тыс. долларов) и медицинская мебель (21,3 тыс. долларов). За последние 26 лет экспорт Швейцарии на Коморы сократился в годовом исчислении на 2,38%, с 481 тыс. в 1995 году до 257 тыс. долларов  в 2021 году.

## Дипломатические миссии
- У Швейцарии есть акредитированное посольство в Антананариву, Мадагаскар[5] и генеральное консульство в Морони, Коморы[6].
- Коморы не представлены в Швейцарии ни на уровне посольств, ни на уровне консульств.